# Рапатони Векио (Пескара)
Рапатони Векио (итал. Rapattoni Vecchio) је насеље у Италији у округу Пескара, региону Абруцо.
Према процени из 2011. у насељу је живело 377 становника. Насеље се налази на надморској висини од 119 м.